# Сербуна
Сербуна је планина у Албанији коју Иван Јастребов лоцира поред села Кчира и Серет . У његово вријеме се планина тако звала.
Оба села су тада претендовала да је планина искључиво њихова, па је сваке године долазило до крвавих сукоба између житеља та два села. 